# CIC-U-Nantes
CIC-U-Nantes is een Franse wielerploeg die sinds 2022 actief is in de Continentale circuits van de UCI. De ploeg kent een lange geschiedenis, oprichting was in 1909, en heeft sinds 2022 een continentale status.

## Renners
| Naam              | Geboortedatum     | Nationaliteit | Ploeg 2024                       |
| ----------------- | ----------------- | ------------- | -------------------------------- |
| Ronan Augé        | 29 april 2004     | Frankrijk     | Équipe Continentale Groupama-FDJ |
| Joris Chaussinand | 26 februari 2002  | Frankrijk     | Bourg-en-Bresse Ain Cyclisme     |
| Corentin Devroute | 8 oktober 2003    | Frankrijk     | SCO Dijon-Team Matériel-Velo.com |
| Justin Ducret     | 8 maart 1998      | Frankrijk     | SCO Dijon-Team Matériel-Velo.com |
| Maël Guégan       | 19 januari 1998   | Frankrijk     |                                  |
| Similien Hamon    | 11 september 2006 | Frankrijk     | CIC U Nantes Atlantique U19      |
| Antoine Hue       | 17 december 2004  | Frankrijk     |                                  |
| Lenaic Langella   | 14 juni 2004      | Frankrijk     | VC Rouen 76                      |
| Axel Mariault     | 7 juni 1998       | Frankrijk     | Cofidis                          |
| Yaël Joalland     | 20 september 2000 | Frankrijk     |                                  |
| Matisse Julien    | 21 januari 2003   | Canada        |                                  |

## Overwinningen
2023
4e etappe Ronde van Bretagne: Nolann Mahoudo
2e etappe Alpes Isère Tour: Noa Isidore
1e etappe Ronde van Eure-et-Loir: Noa Isidore
Eindklassement Ronde van Eure-et-Loir: Noa Isidore
2024
GP de Plouay: Pierre Henry Basset
2025
Bergklassement Boucles de la Mayenne: Lenaic Langella

### Nationale kampioenschappen
Deens kampioen op de weg, beloften: Rasmus Søjberg Pedersen